# Albert I, Rege romano-german

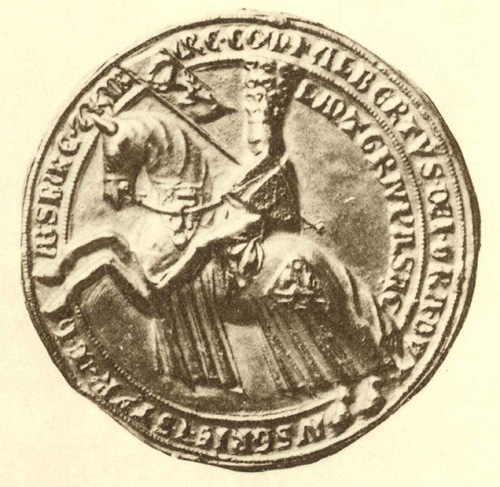
Sigiliul ecvestru al lui Albert I

Albert (în germană Albrecht; n. iulie 1255, Rheinfelden⁠(d), cantonul Aargau, Elveția – d. 1 mai 1308, Brugg, cantonul Aargau, Elveția), aparținând Casei de Habsburg,  a fost rege romano-german din 1282 sub numele ca Albert I, conte de Habsburg sub numele Albert al V-lea și duce al Austriei, Stiriei, Crainei și Mărcii Vindica începând din 1282 . Prima carte funciară a fost introdusă în timpul cârmuirii sale (întocmită între anii 1303 și 1307).

## Biografie

### Viața până la alegerea ca rege în 1298

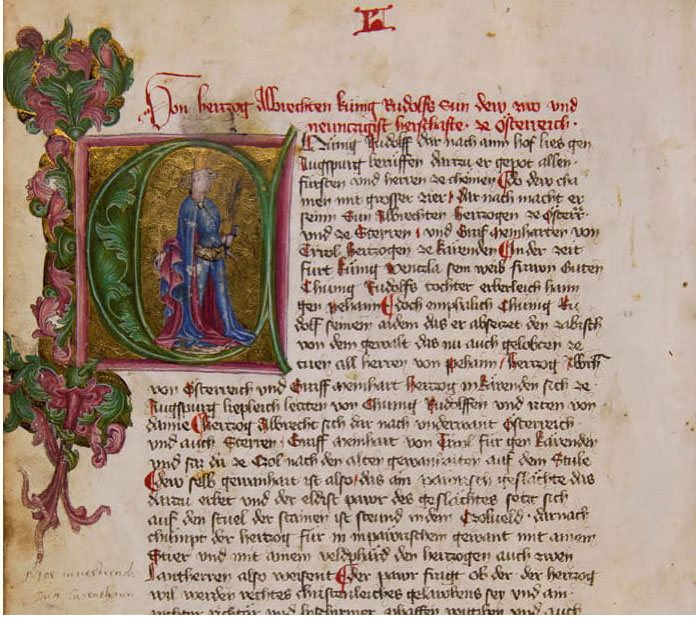
Extras din „Cronica celor 95 de conducători” (autor anonim, creată în 1349–1394) - personajul reprezentat este fie regele Rudolf I de Habsburg, fie regele Albert I de Habsburg (Innsbruck, Biblioteca Universității, Tirol, Cod. 255, f. 65 verso)

Albert I a fost primul fiu legitim al regelui romano-german Rudolf I de Habsburg, născut din căsătoria cu Gertruda de Hohenberg (c. 1225 – d. 1281). Fratele său vitreg mai mare a fost Albert de Schenkenberg, conte de Löwenstein, fiu nelegitim al lui Rudolf I.
Motto-urile lui Albert I au fost: „Fugam victoria nescit” (Fuga nu cunoaște victoria) și „Quod optimum idem jucundissimum” (Cel mai bun este același cu cel mai plăcut).
Din 1273 a fost Landgraf al Alsaciei Superioare. După victoria din 1278 în Bătălia de pe Marchfeld împotriva regelui Boemiei, Ottokar al II-lea, tatăl său l-a numit administrator imperial al Austriei și Stiriei. În timpul tulburărilor din perioada Interregnului acest post rămăsese vacant încă din iunie 1278 deoarece Henric al XIII-lea al Bavariei din Casa de Wittelsbach trecuse de partea inamicului.
Pe 17 decembrie 1282, la Dieta Imperială din Augsburg, Albert a fost numit Duce al Austriei și Stiriei împreună cu fratele său Rudolf, pentru ca în iunie 1283 prin Contractul de la Rheinfelden să rămână doar el duce al celor două ducate. Pentru această renunțare Rudolf trebuia să primească drept compensație alte teritorii în sud-vestul imperiului, dar acest lucru nu s-a întâmplat până la moartea sa în 1290. Albert a devenit repede nepopular datorită politicii duse de respingere a populației autohtone și de favorizare a clientelei din ducatul Suabia, în special a familiei de Walsee. Din această cauză în 1291–1292 a avut loc revolta Ligii Landsberg, împotriva căreia Albert s-a impus rapid. În 1295 s-a revoltat și nobilimea austriacă. De asemenea, la Viena, Ottokar Přemysl a rămas popular o perioadă lungă de timp, mai ales datorită relațiilor economice cu Boemia. În cele din urmă, Viena a primit noi privilegii prin noul „drept de cetate” în 1296.
Rudolf I a încercat să îl instaleze pe Albert corege încă timpul vieții sale pentru ca în acest fel titlul de rege să devină ereditar pentru membrii Casei de Habsburg. Principii electori, în special contele palatin și principii ecleziastici, nu au permis acest lucru. În 1290 Rudolf a vrut să-și așeze fiul pe tronul Ungariei care, după asasinarea lui Ladislau al IV-lea, era considerată sub aspect juridic ca feudă reîntoarsă în imperiu, însă moartea lui însuși în 1291 a împiedicat punerea în practică a acestui plan.
În 1292 ca succesor al lui Rudolf, a fost ales rege romano-german Adolf de Nassau care nu se bucura de o popularitate mare în imperiu. În anii următori, Albert a intervenit foarte puțin în politica imperiului, fiind ocupat cu revoltele nobililor din teritoriile austriece. În 1295 el a suferit o otrăvire cu consecințe grave, al cărei motiv a rămas neclar. Este posibil să fi fost o otrăvire involuntară provocată de alimente ce nu fuseseră corect conservate sau să fi fost un atentat, căci dușmani avea destui. Albert s-a prăbușit în convulsii. Medicii i-au dat laxative. Apoi colicile s-au înrăutățit, Albert și-a pierdut cunoștința și, ca ultimă posibilitate de a-l salva de la moarte, a fost atârnat de picioare, astfel încât otrava să poată curge din corpul său. Pacientul a supraviețuit însă a pierdut un ochi ca o consecință a acestei proceduri.

### Rege romano-german
În 1298 Adolf de Nassau, care cumpărase simpatia și voturile principilor electori cu favoruri, a căzut în dizgrația acestora datorită lipsei de autoritate. Între timp Albert încheiase o înțelegere cu Venceslau al II-lea al Boemiei prin care se punea capăt unei lungi perioade de neînțelegeri, având acum posibilitatea să-și concentreze puterea pentru a interveni în politica imperiulului. Majoritatea principilor electori au decis destituirea lui Adolf de Nassau, care fusese judecat datorită unor acuze cel puțin ciudate și, la scurt timp după aceea, pe 23 iunie 1298, a avut loc alegerea lui Albert ca rege romano-german. Inițial se spune că Albert nu ar fi vrut să accepte alegerea sa, deși el fusese unul dintre cei ce susținuseră destituirea lui Adolf, însă așa cum se întâmpla des în Evul Mediu, soarta a fost decisă pe câmpul de luptă în bătălia de la Göllheim (numită și Bătălia de la Hasenbühel) pe 2 iulie 1298. Adolf a căzut în luptă. Pe 27 iulie Albert a fost ales pentru a doua oară și a fost încoronat pe 24 august 1298 la Aachen. La prima dietă ținută la Nürnberg în același an, Albert a încredințat fiilor săi Rudolf, Frederic cel Frumos și Leopold cel Glorios, conducerea ducatelor Austria și Stiria.
Printr-o legătură matrimonială cu regatul Franței, Albert I a reușit să încheie pacea cu Filip al IV-ea cel Frumos, cu care fusese anterior într-o dispută privind granița. Albert a ajuns, de asemenea, la un acord cu Venceslau al II-lea în disputa privind Polonia. Regele Boemiei a adăugat teritoriului său cele mai importante părți ale regatului recent reînființat, dar din nou prăbușit și l-a recunoscut pe Albert ca suveran. Cu toate acestea, opozanții puterii Habsburgice în expansiune au rămas principii electori renani și, inițial, papa Bonifaciu al VIII-lea. Aprobarea papei a obținut-o abia în 1303 în schimbul consimțirii la restrângerea puterii sale, în special în Italia, și care putea fi înțeleasă ca un jurământ de supunere față de papalitate. Cu toate acestea, Albert a refuzat încoronarea oferită de Bonifaciu. Cancelarul său a fost Ioan I de Strasbourg, prinț episcop de Eichstätt și Strasbourg.
În 1304 Albert și fiul său Rudolf și-au unit forțele împotriva lui Venceslau al II-lea care după moartea lui Andrei al III-lea (András Venețianul), îl instalase pe fiul său Venceslau al III-lea ca rege maghiar. Întrucât papa ar fi preferat să vadă în continuare un alt italian pe tronul maghiar în persoana prințului napolitan Carol Robert de Anjou, a cerut ajutorul lui Albert. Acesta a pus cele mai ciudate condiții lui Venceslau, pe care nu le-a putut îndeplini astfel încât i s-a impus interdicția imperială. Venceslau a mutat apoi bijuteriile coroanei maghiare de la Buda (în cehă Ofen) la Praga. În următoarea campanie militară, Albert și Rudolf au asediat Kuttenberg (Kutná Hora, mină de argint din Boemia). Ajutoarele lor, cumanii, au comis atrocități îngrozitoare împotriva populației locale. Când a început iarna, foamea și bolile au forțat armata să se retragă.
O unificare politică a Europei Centrale sub conducerea habsburgilor părea acum ușor de atins. Albert reușise să-l instaleze pe fiul său, Rudolf, pe tronul Boemiei după ce regele Venceslau al III-lea murise fără urmași (pe 4 august 1306), care domnise doar câteva luni după moartea tatălui său în 1305. Apoi castele boeme s-au răzvrătit și au decis să-l destituie pe rege, însă Albert a reușit să forțeze recunoașterea lui Rudolf ca rege al Boemiei.
Planurile hegemonice ale habsburgilor au suferit o nouă lovitură. După ce Rudolf, fiul lui Albert, a murit în 1307, Henric de Carintia a devenit noul rege al Boemiei. De asemenea, un alt plan al lui Albert nu a devenit realitate. El urmărea preluarea feudelor din Turingia și Meissen, după moartea lui Albert cel Degenerat. Regele Albert a invadat cu o mare armată pe 31 mai 1307 teritoriul Osterland (aflat astăzi în Turingia, Saxonia și Saxonia-Anhalt), însă a fost învins de fiii lui Abert cel Degenerat, margrafii Dietrich al IV-lea de Luzacia și Frederic I de Meissen, care se aflau în fruntea unei mulțimi de cetățeni și fermieri înarmați, precum și a unei cavalerii din Braunschweig. Albert a pierdut această bătălie de la Lucka.
În disputa privind posturile vamale ale prinților germani, Albert a atacat continuu până când arhiepiscopii și Rudolf, contele palatin al Rinului, au capitulat. În calea zdrobirii complete a unității acestor prinți s-a opus papa Bonifaciu. Tulburările din Suabia, Baden, Alsacia și Elveția s-au intensificat din nou în această perioadă. Câteva dintre păcile anunțate și stabilite de Albert s-au dovedit ineficiente.

### Asasinarea regelui și succesiunea la tron
Albert a fost ucis în 1308 la Königsfelden lângă Brugg (în cantonul Argovia de azi), nu departe de castelul său ancestral, Habsburg (Habichtsburg), unde urma să se întâlnească cu prinții imperiului pentru a organiza o nouă campanie militară împotriva regelui Boemiei. Cursul exact al crimei este prezentat diferit de cronicari. Cel mai ciudat asasinat din istoria Casei de Habsburg, a fost prevestit în seara anterioară acestuia în timpul unui ospăț festiv la sfârșitul căruia Albert a împărțit invitaților coronițe de flori. Ioan de Suabia, nepotul său, i-a aruncat coronița în față spunând că e prea bătrân pentru a primi flori și că ar trebui să primească ceea ce i se datorează. Ospățul s-a încheiat brusc. A doua zi, Ioan împreună cu alți conspiratori l-au atacat și asasinat pe Albert care își continua călătoria spre castelul Habsburg. Ioan de Suabia a fost supranumit Paricidul datorită faptei sale. Ceilalți participanți la complot au fost: baronii Rudolf de Wart, Rudolf de Balm, Walter de Eschenbach și Konrad de Tegerfelden. Johann era fiul lui Rudolf al II-lea, fratele lui Albert, care murise timpuriu și care renunțase la regența ducatelor Austria, Stiria, Carniola și Marca Windisch prin Contractul de la Rheinfelden (1 iunie 1283) în favoarea fratelui său mai mare. Acesta urma să îi asigure o altă feudă sau o sumă de bani compensatoare, ceea ce potrivit cronicarilor vremii, nu s-a întâmplat niciodată.
Regina Elisabeta a întemeiat în 1309 mânăstirea Königsfelder pe locul unde a avut loc asasinatul, unde ea însăși a fost înmormântată (rămășițele ei se află acum la mânăstirea Sf. Paul din Lavanthal în Carintia).
Succesor la titlul de duce a fost fiul lui Albert, Frederic cel Frumos, care nu a reușit să îi urmeze acestuia și la tronul imperial. Rege romano-german a fost ales Henric al VII-lea din Casa de Luxemburg, care a păstrat titlul până în 1437 cu doar două întreruperi datorate lui Ludovic de Bavaria și contelui palatin Rupert al III-lea care aparțineau Casei de Wittelsbach.
Regele Albert a fost înmormântat inițial în mânăstirea Wettingen (astăzi în Elveția). În 1309, la inițiativa lui Henric al VII-lea, rămășițele sale au fost mutate în Domul din Speyer unde a fost înmormântat între tatăl său, Rudolf I, și fostul său rival, Adolf de Nassau.

## Căsătoria și descendenții
Albert I s-a căsătorit cu contesa Elisabeta de Gorizia-Tirol, fiica lui Meinhard al II-lea, la Viena în anul 1274. Din căsătoria lor au rezultat douăzeci și unul de copii dintre care nouă au murit foarte curând după naștere.
- Anna (c. 1280–1328) căsătorită în 1295 cu Hermann von Brandenburg (d. 1308) și în 1310 cu Henric al VI-lea de Silezia-Breslau (1294–1335);[17]
- Agnes (1281–1364) căsătorită în 1296 cu Andreas al III-lea al Ungariei (d. 1301);[17]
- Rudolf al III-lea (c. 1281–1307), rege al Boemiei din 1306, căsătorit în 1300 Blanche a Franței (c. 1282-1305) și în 1306 cu Elisabeta Richza a Poloniei (1288–1335);[17]
- Elisabeta (1285–1352) căsătorită în 1306 cu Frederic al IV-lea de Lorena (1282–1328);[17]
- Frederic I cel Frumos (1289–1330) căsătorit în 1314 cu Elisabeta de Aragon (1300/1302–1330);[17]
- Leopold I cel Glorios (1290 / 93–1326) căsătorit în 1315 cu Caterina de Savoia (c.1298–1336);[17]
- Caterina (1295–1323) căsătorită în 1316 Carol de Calabria (1298–1328);[17]
- Albert al II-lea cel Înțelept sau cel Șchiop (1298–1358) căsătorit în 1324 cu contesa Ioana de Pfirt (1300–1351);[17]
- Henric cel Blând (1299–1327) duce de Austria, căsătorit cu contesa Elisabeta de Virneburg (c. 1303–1343);[17]
- Meinhard (c. 1300–1301);[17]
- Otto cel Vesel (1301–1339) căsătorit în 1325 cu Elisabeta a Bavariei de Jos (c. 1305–1330) și în 1335 cu Anna de Luxemburg, prințesă de Boemia (1323–1338);[17]
- Jutta sau Gutta (1302–1329) căsătorită în 1319 cu contele Ludwig al VI-lea de Oettingen (d. 1346).[17]

Cei nouă copii ai cuplului care au murit imediat după naștere au rămas fără nume fiind îngropați în capela „Dreikönigskapelle” din orașul Tulln, în Austria Inferioară de astăzi.

## Concluzii
Regele Albert I poate fi considerat cel mai realist rege care s-a aflat vreodată pe tronul german. Talentul său politic înnăscut împreună cu înțelepciunea și tăria de luptător, au făcut din Albert cea mai puternică și mai temperamentală personalitate din lungul șir al Habsburgilor.
Prin rezoluția imperială a lui Franz Joseph I din 28 februarie 1863 Albert I a fost inclus pe lista „Cei mai renumiți comandanți de luptă ai Austriei, demni de veșnică aducere aminte”. În cinstea și memoria lui fiind creată, de asemenea, o statuie în mărime naturală în „Feldherrenhalle” (Sala comandanților) din Muzeul de Istorie a Armatei din Viena. Statuia a fost creată în 1867 de sculptorul Johann Pertscher (1837–1872) din marmură de Carrara și a fost dedicată chiar de împăratul Franz Joseph.